# Kostel Nanebevzetí Panny Marie (Ždánice)
Kostel Nanebevzetí Panny Marie  je římskokatolický chrám ve Ždánicích v okrese Hodonín. Jde o farní kostel římskokatolické farnosti Ždánice. Je chráněn jako kulturní památka České republiky.
V obci stála původně gotická kaple, která byla roku 1701 přestavěna na raně barokní kostel Nanebevzetí Panny Marie. Ten byl po vysvěcení povýšen na kostel farní.
Jedná se o jednolodní obdélnou stavbu na křížovém půdorysu a půlkruhově uzavřeným kněžištěm a hranolovou věží vystavěnou nad presbytářem. Fasády kostela jsou členěny rámujícími lizénami. Průčelí je ukončeno nízkým trojúhelníkovým štítem a prolomeno obdélníkovým oknem se záklenkem s kamenným ostěním. Nad hlavním vchodem je letopočet 1701. Střecha je sedlová. Stěny lodi jsou členěny dvojicemi pilastrů s hlavicemi nesoucími průběžnou římsu. Nad vstupem je umístěna zděná kruchta. Loď je zaklenuta valenou klenbou s lunetami. Mezi loď a kněžiště jsou vsunuty půlkruhové kaple s nikami. Stěny kněžiště jsou členěny obdobně jako loď.
Ve městě stával na jiném místě ještě jeden kostel, svatého Bartoloměje. Za panování Josefa II. byl zrušen a později zbourán. Na jeho místě později vznikla nová zástavba a po kostele nezůstala žádná stopa.